# Тімбер-Лейк (Південна Дакота)
Тімбер-Лейк (англ. Timber Lake) — місто (англ. city) в США, в окрузі Дьюї штату Південна Дакота. Населення — 509 осіб (2020).

## Географія
Тімбер-Лейк розташований за координатами 45°25′41″ пн. ш. 101°4′29″ зх. д. / 45.42806° пн. ш. 101.07472° зх. д. (45.427953, -101.074722).  За даними Бюро перепису населення США в 2010 році місто мало площу 1,05 км², уся площа — суходіл.

### Клімат
| Клімат : Тімбер-Лейк  | Клімат : Тімбер-Лейк | Клімат : Тімбер-Лейк | Клімат : Тімбер-Лейк | Клімат : Тімбер-Лейк | Клімат : Тімбер-Лейк | Клімат : Тімбер-Лейк | Клімат : Тімбер-Лейк | Клімат : Тімбер-Лейк | Клімат : Тімбер-Лейк | Клімат : Тімбер-Лейк | Клімат : Тімбер-Лейк | Клімат : Тімбер-Лейк | Клімат : Тімбер-Лейк |
| Показник              | Січ.                 | Лют.                 | Бер.                 | Квіт.                | Трав.                | Черв.                | Лип.                 | Серп.                | Вер.                 | Жовт.                | Лист.                | Груд.                | Рік                  |
| Середній максимум, °C | −2,6                 | −0,2                 | 5,8                  | 14,5                 | 20,6                 | 25,4                 | 29,6                 | 29,2                 | 23,4                 | 14,8                 | 5,1                  | −1,8                 | 13,7                 |
| Середній мінімум, °C  | −13,4                | −11                  | −5,8                 | 0,4                  | 6,7                  | 12,0                 | 15,4                 | 14,4                 | 8,6                  | 1,7                  | −5,9                 | −12,2                | 0,9                  |
| Норма опадів, мм      | 10                   | 15                   | 29                   | 43                   | 72                   | 84                   | 67                   | 43                   | 37                   | 39                   | 15                   | 12                   | 467                  |
| --------------------- | -------------------- | -------------------- | -------------------- | -------------------- | -------------------- | -------------------- | -------------------- | -------------------- | -------------------- | -------------------- | -------------------- | -------------------- | -------------------- |
| Джерело: NOAA         |                      |                      |                      |                      |                      |                      |                      |                      |                      |                      |                      |                      |                      |

## Демографія
Згідно з переписом 2010 року, у місті мешкали 443 особи в 179 домогосподарствах у складі 110 родин. Густота населення становила 421 особа/км².  Було 208 помешкань (198/км²).
Расовий склад населення:
| - 51,5 % — білих - 43,1 % — корінних американців |

До двох чи більше рас належало 5,4 %. Частка іспаномовних становила 0,5 % від усіх жителів.
За віковим діапазоном населення розподілялося таким чином: 29,6 % — особи молодші 18 років, 54,1 % — особи у віці 18—64 років, 16,3 % — особи у віці 65 років та старші. Медіана віку мешканця становила 34,5 року. На 100 осіб жіночої статі у місті припадало 96,9 чоловіків;  на 100 жінок у віці від 18 років та старших — 91,4 чоловіків також старших 18 років.
Середній дохід на одне домашнє господарство  становив 49 249 доларів США (медіана — 42 292), а середній дохід на одну сім'ю — 58 944 долари (медіана — 53 000). Медіана доходів становила 31 607 доларів для чоловіків та 31 250 доларів для жінок. За межею бідності перебувало 17,7 % осіб, у тому числі 19,5 % дітей у віці до 18 років та 21,5 % осіб у віці 65 років та старших.
Цивільне працевлаштоване населення становило 206 осіб. Основні галузі зайнятості: освіта, охорона здоров'я та соціальна допомога — 31,6 %, сільське господарство, лісництво, риболовля — 13,1 %, фінанси, страхування та нерухомість — 11,7 %.